# Palazzo in via Tribunali 276
Il palazzo in via Tribunali è un palazzo monumentale di Napoli, posto a margine della citata strada, al numero civico 276.
Il palazzo a un edificio rinascimentale caratterizzato da loggiato di gusto classico e da un androne a doppia altezza coperto a volta con unghie.
Oggi è un condominio privato.